# Hygroryza aristata
Genre
Espèce
Hygroryza aristata est une espèce de plantes monocotylédones de la famille des Poaceae, sous-famille des Oryzoideae,  originaire d'Asie. C'est l'unique espèce du genre Hygroryza (genre monotypique).
Ce sont des plantes herbacées vivaces, stolonifères, aquatiques, aux inflorescences en panicules ouvertes, dont les épillets n'ont pas de glumes (comme chez les espèces du genre Oryza) et ne comptent que des fleurons fertiles. Cette espèce est une mauvaise herbe qui revêt une importance significative dans les rizières.
Le nom générique « Hygroryza » est formé de la racine grecque  ὑγρός (hygros) qui signifie « humide » et du nom générique oryza qui désigne un genre proche (le riz).